# (2151) Hadwiger
(2151) Hadwiger est un astéroïde de la ceinture principale.

## Description
(2151) Hadwiger est un astéroïde de la ceinture principale. Il fut découvert le 3 novembre 1977 à l'observatoire Zimmerwald par Paul Wild. Il présente une orbite caractérisée par un demi-grand axe de 2,56 UA, une excentricité de 0,06 et une inclinaison de 15,5° par rapport à l'écliptique.
L’astéroïde porte le nom du mathématicien suisse Hugo Hadwiger (1908-1981).

## Compléments